# Манакха
Манаха (араб. مناخة; англ. Manakhah)— місто в горах Джебель Гараз на території мугафази Сана, Ємен. Адміністративний центр мудірії Манаха та історичний центр гірського району Джебель Гараз.

## Географія

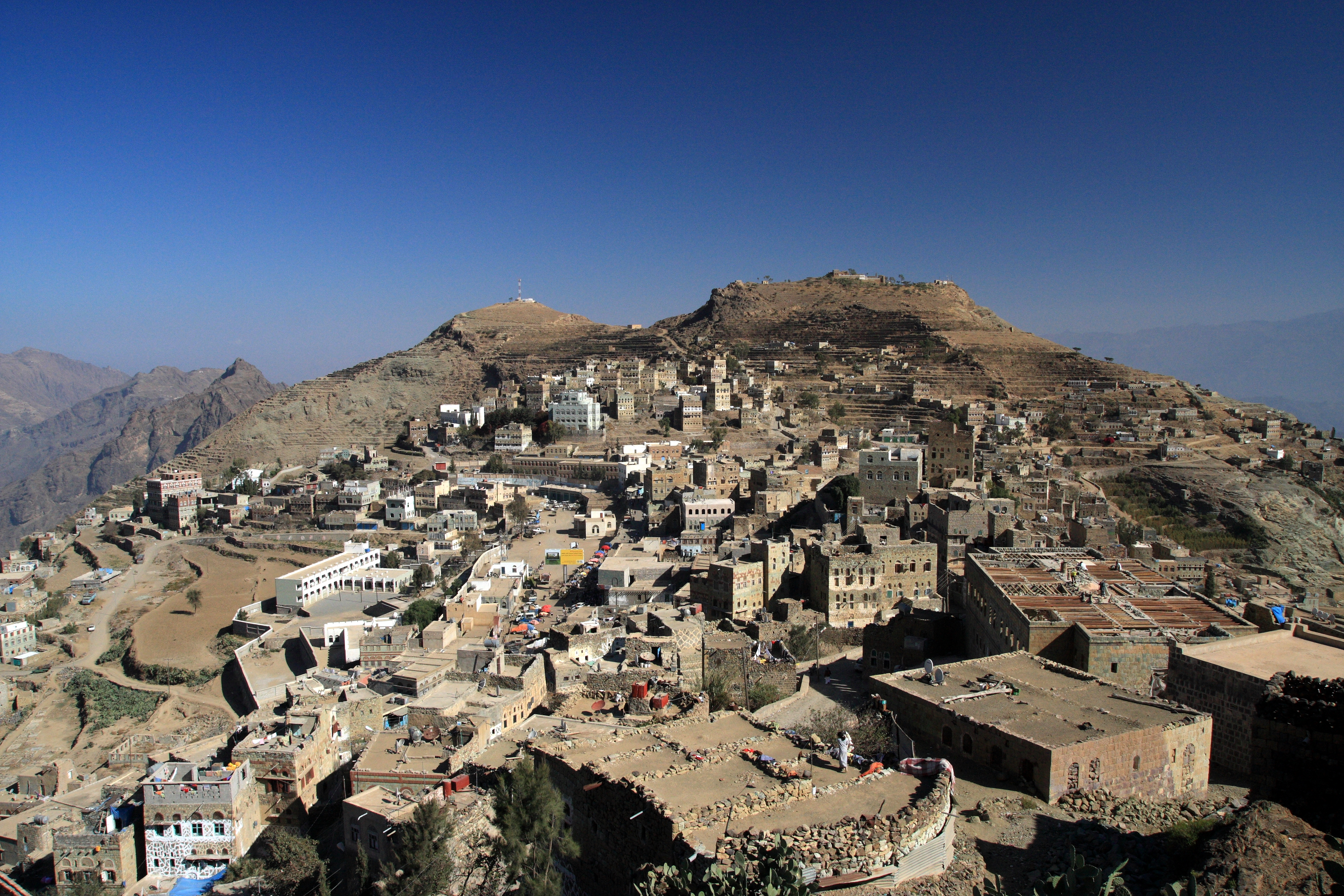
Манакха.

Місто розташоване на вершині скелі і нагадує неприступну фортецю, завдяки чому ніколи не мало міських стін. Тип забудови та архітектура міста збереглися з епохи Середньовіччя. Цікава та інтересна схожість архітектурних елементів і методів будівництва присутніх Середньому Середньовіччю.
Відомий ринок Манахи приваблює мешканців з усього гірського району.

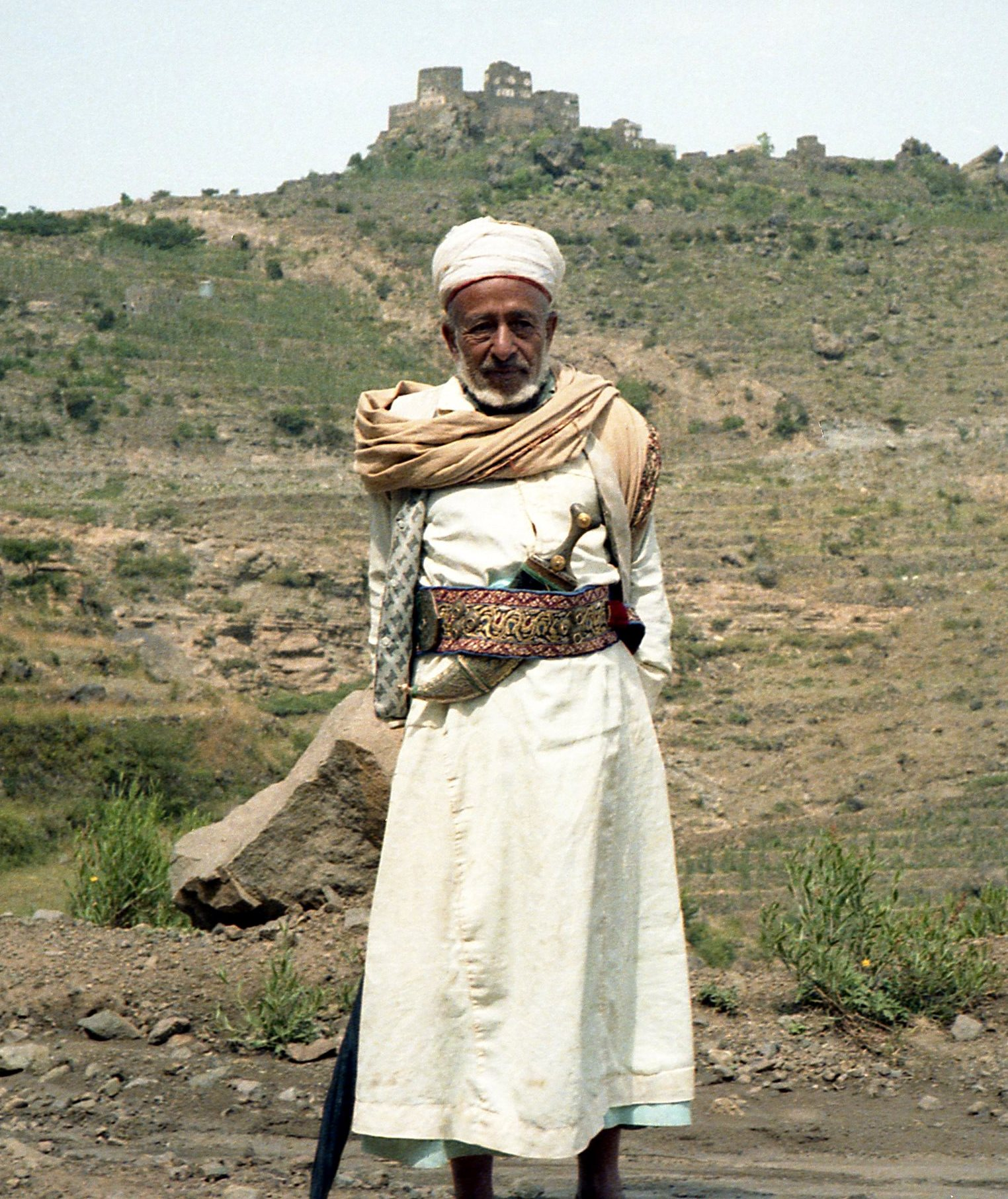
Мешканець Манахи. Фото 1986 року.

Для туристів манахи є відправною точкою для піших прогулянок та походів по горам Джебель Гараз.
На захід від міста Манахи знаходиться вражаюче село-фортеця Аль-Гаджера, цитадель якої була закладена в XII столітті.